# Xích đồng diệp bộ
Xích đồng diệp bộ (chữ Hán]: 赤銅鍱部; tiếng Phạn: ताम्रशाटीय, Tāmraśāṭīya), hay còn được gọi là Tāmraparṇīya trong tiếng Phạn và Tambapaṇṇiya trong tiếng Pali, hay Đồng diệp bộ (chữ Hán: 紅衣部), là một trong những bộ phái Phật giáo sơ kỳ và là một nhánh của phái Vibhajyavāda có địa bàn tại Sri Lanka. Nhiều học giả cho rằng truyền thống Theravāda bắt nguồn từ phái này.
Kinh điển của phái này được viết chủ yếu bằng tiếng Pali; do đó, hệ kinh điển Phật giáo bằng tiếng Pali phần lớn vay mượn từ kinh điển của phái này. Tāmraśāṭīya còn được gọi là truyền thống Nam truyền hay truyền thống Mahaviharavasin. Điều này trái ngược với Sarvastivada hay 'Phật giáo Bắc truyền', phần lớn được viết bằng tiếng Phạn và được dịch sang các ngôn ngữ Trung Quốc và Tây Tạng.
Truyền thống Tamrashatiya đã phát triển thành Thượng tọa bộ và lan rộng sang Myanmar, Thái Lan và các vùng khác của Đông Nam Á, trong đó có cả Việt Nam, vốn chịu ảnh hưởng rất lớn từ Phật giáo Hán truyền.

## Từ nguyên
Một số giả thuyết về từ nguyên được đưa ra cho tên gọi của trường phái này.
Tāmra là một thuật ngữ tiếng Phạn chỉ màu đồng đỏ, mô tả màu tăng y của các nhà sư. Dựa trên bản dịch tiêu chuẩn của thuật ngữ Hán, người ta cũng cho rằng chữ "đồng" trông tên của phái dùng để chỉ những tấm đồng (đồng diệp) mà kinh điển Tam tạng được viết trên đó.
Tāmraparṇi cũng là một tên cũ của Sri Lanka, và là nguồn gốc của từ tương đương trong tiếng Hy Lạp là Taprobana, có thể đề cập đến các nhà sư đã truyền bá Phật giáo đến đây.

## Phân nhánh
Trường phái Tāmraśāṭīya tuy gốc được thành lập tại thành phố Anuradhapura ở Sri Lanka, nhưng nó vẫn hoạt động ở Andhra và các vùng khác của Nam Ấn Độ, chẳng hạn như các vùng Vanavasa ở Karnataka ngày nay, và sau đó lan khắp cả Đông Nam Á.
Từ trường phái ở Sri Lanka, đã thành lập ra ba nhánh chính:
- Mahāvihāra, được cho là tiền thân của Theravāda
  - Abhayagiri Vihāra, phân nhánh từ Mahāvihāra vào thế kỷ thứ nhất trước Công nguyên và kết hợp giáo lý Đại thừa và Kim cương thừa[7]
    - Jetavana Vihāra, phân nhánh từ Abhayagiri Vihāra vào thế kỷ thứ ba.

Theo Mahavamsa (Đại sử), hai truyền thống sau đã bị đàn áp và tiêu diệt sau khi truyền thống Mahāvihāra giành được quyền lực chính trị.